# Coure tornassolat
El coure tornassolat (Lycaena alciphron), també anomenat coure tornassol, és una espècie de lepidòpter papilionoïdeu de la família dels licènids (Lycaenidae) present als Països Catalans.

## Distribució
S'estén pel nord d'Àfrica, gran part d'Europa i per l'Àsia fins al sud de Sibèria, nord-est de la Xina i Corea. Absent de les principals illes mediterrànies, excepte Sicília, nord de França, illes Britàniques, Bèlgica, Països Baixos, Dinamarca, Escandinàvia, Finlàndia i sud de Grècia. A la península Ibèrica és present a la majoria de sistemes muntanyosos, tot i que de forma més escassa al sud. A Catalunya és present sobretot als Pirineus i Prepirineus, amb poblacions aïllades a l'Albera, Serralada Transversal, Montseny, Muntanyes de Prades i Ports de Tortosa-Beseit. Antigament la seva distribució catalana era més extensa, amb poblacions, per exemple, a la Serra de Collserola i àrees properes, però aquestes fa dècades que es van extingir.

## Descripció
Envergadura alar d'entre 31 i 35 mm. Marcat dimorfisme sexual per la diferent coloració de l'anvers i en tenir la femella les ales més arrodonides. L'anvers del mascle és de color taronja intens amb marcades iridescències violetes, un estret marge negre a la part exterior de les dues ales i diversos punts negres repartits per ambdues ales. La femella presenta l'anvers similar al del mascle, però de color taronja més clar, sense iridescències i amb els punts negres més marcats. Revers semblant en ambdós sexes. Ala anterior de color taronja pàl·lid, marge gris i amb diversos punts negres. Ala posterior de color gris clar amb múltiples punts negres i una franja taronja prop del marge envoltada de taques negres a banda i banda.

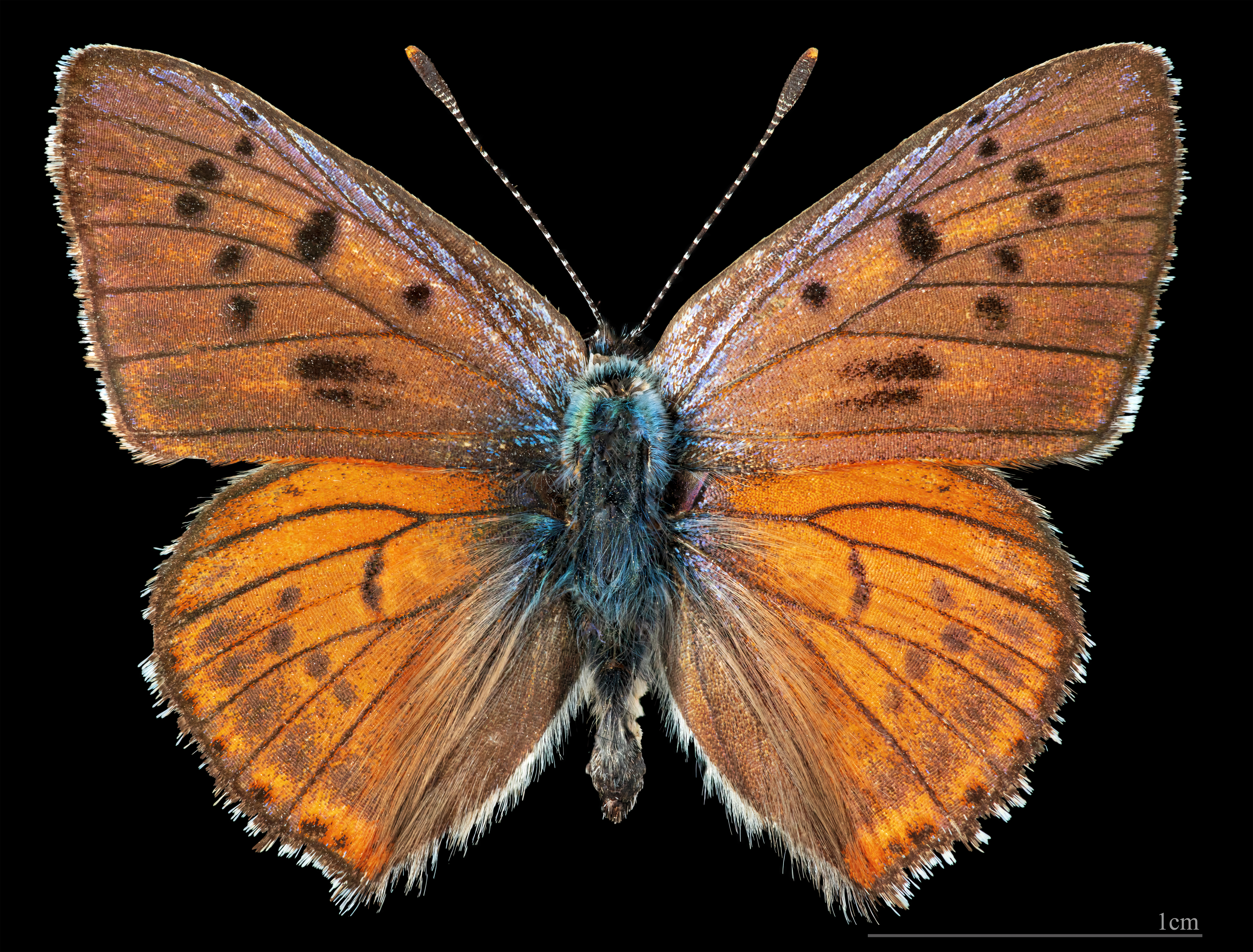
♂
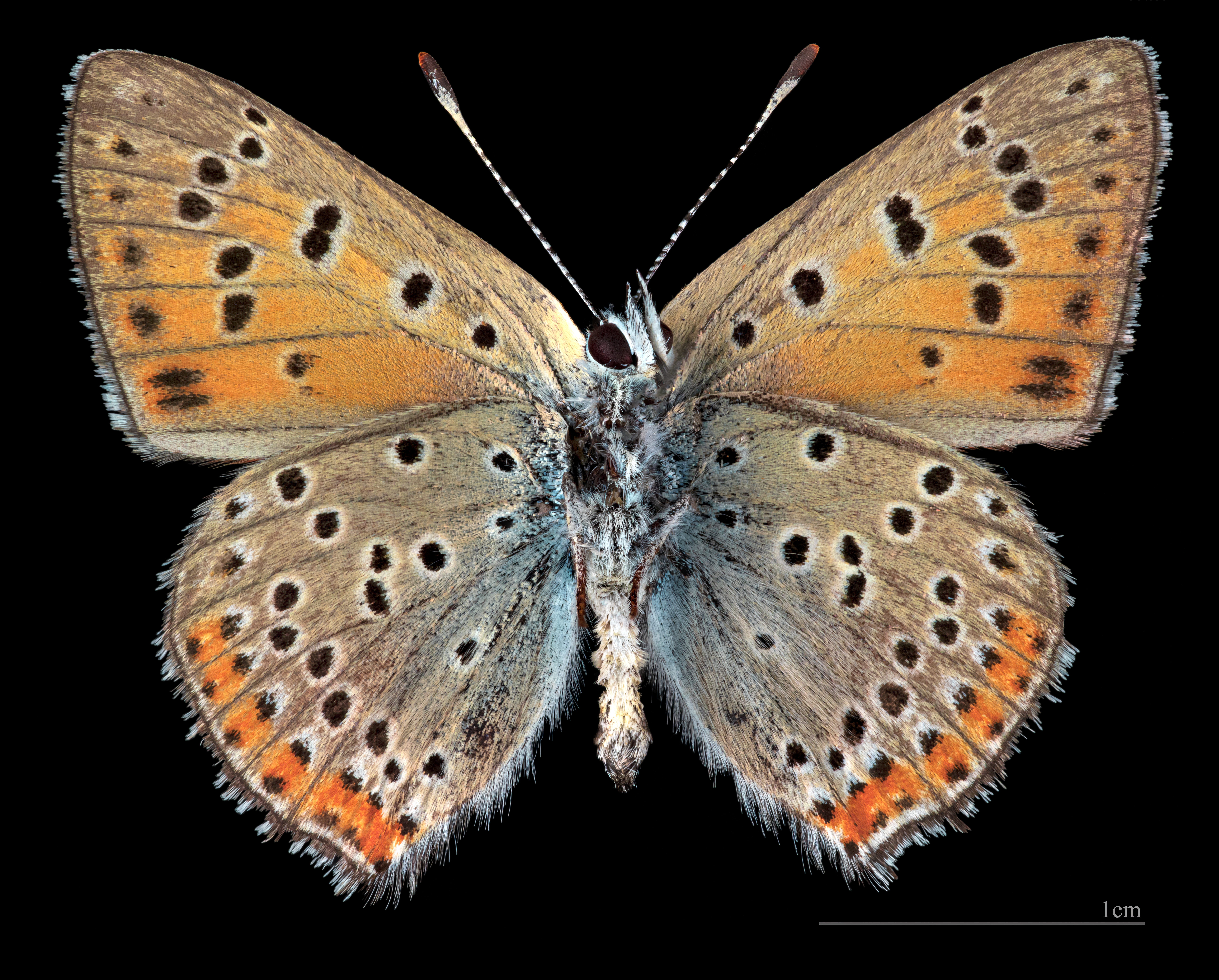
♂ △

## Hàbitat
Prats secs, matollars, landes assolellades i marges de bosc. Rang altitudinal des dels 50 m fins als 2650 m. L'eruga s'alimenta de diverses poligonàcies, principalment de l'agrella (Rumex acetosa), però també d'altres espècies del mateix gènere.

## Període de vol i hibernació
Vola en una generació entre els mesos de juny i agost, en funció de la localitat. Hiberna com a eruga.

## Comportament
Les femelles ponen els ous a les tiges i fulles de les seves plantes nutrícies. Habitualment seleccionen les plantes ja espigades i es van desplaçant tija avall tot tocant-la amb les antenes i abdomen abans de pondre l'ou.

## Espècies ibèriques similars
- Lycaena bleusei
- Coure violeta (Lycaena helle)
- Coure de mollera (Lycaena hippothoe)
- Coure comú (Lycaena phlaeas)
- Coure fosc (Lycaena tityrus)
- Coure roent (Lycaena virgaureae)

## Galeria

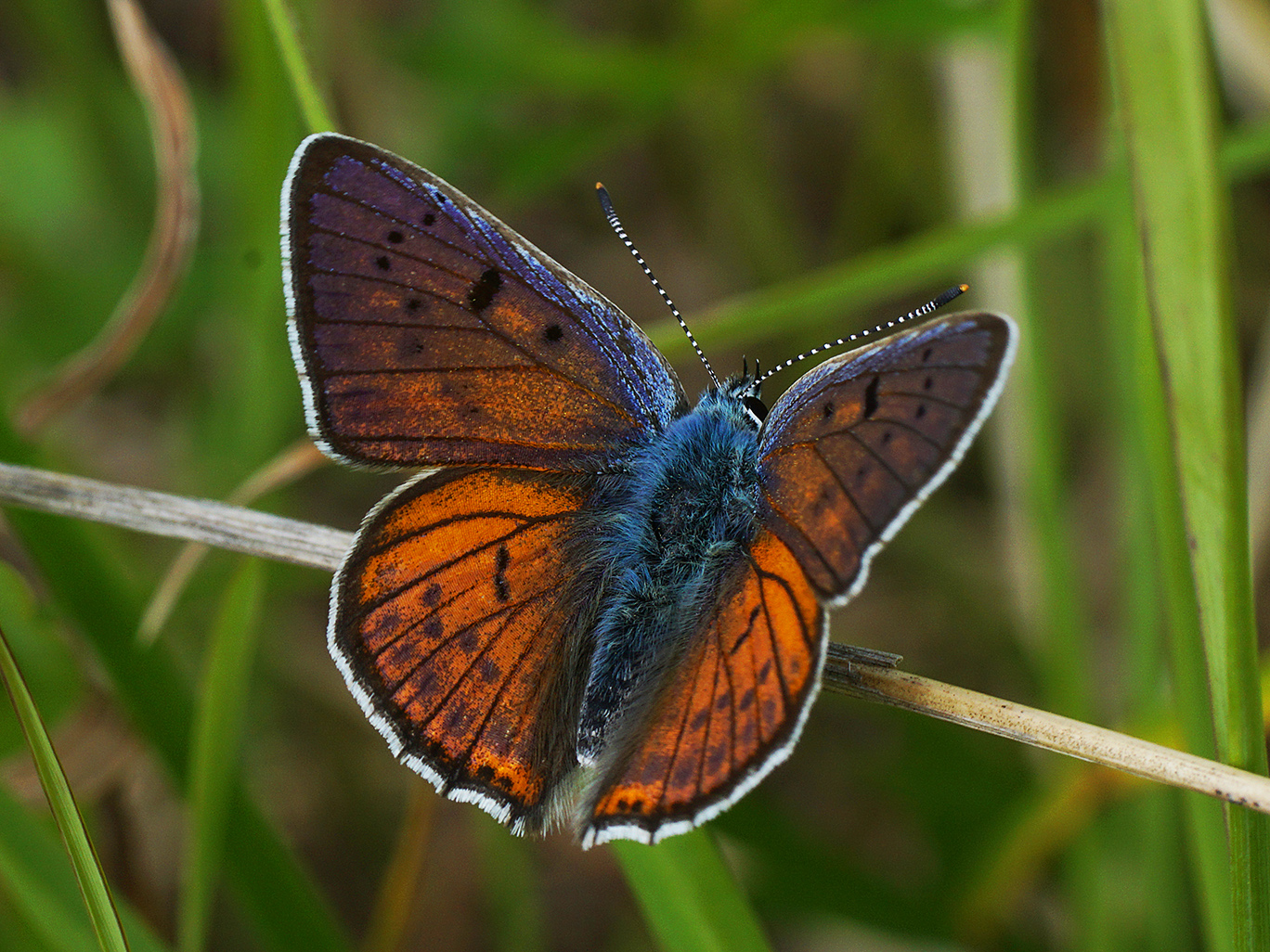
Anvers d'un mascle
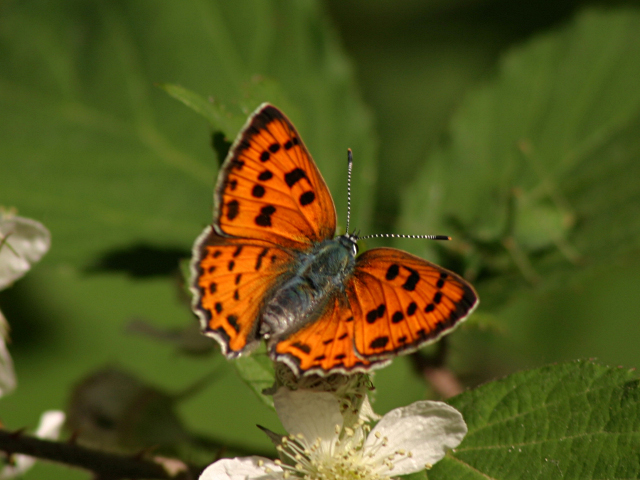
Anvers d'una femella
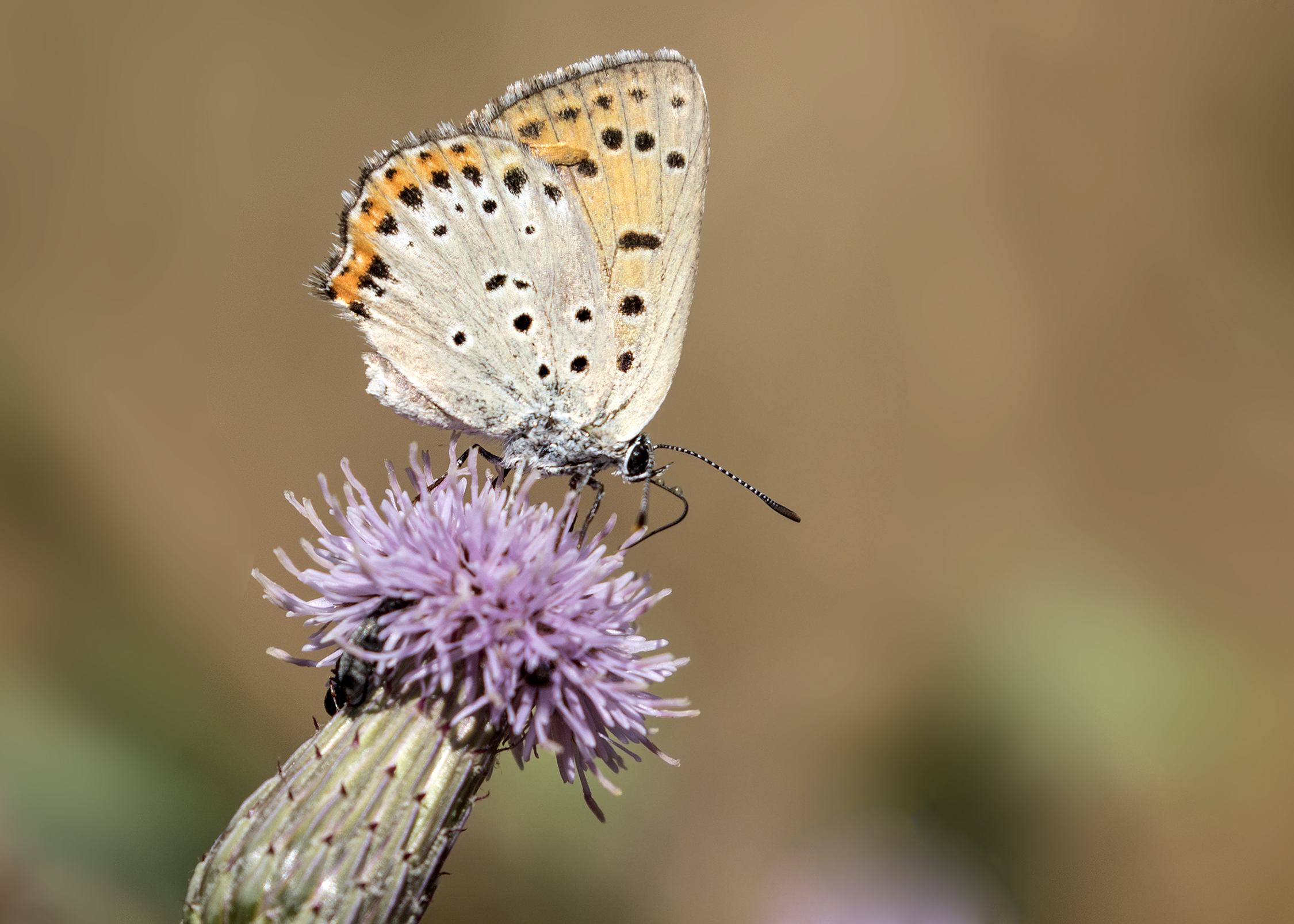
Revers d'un adult
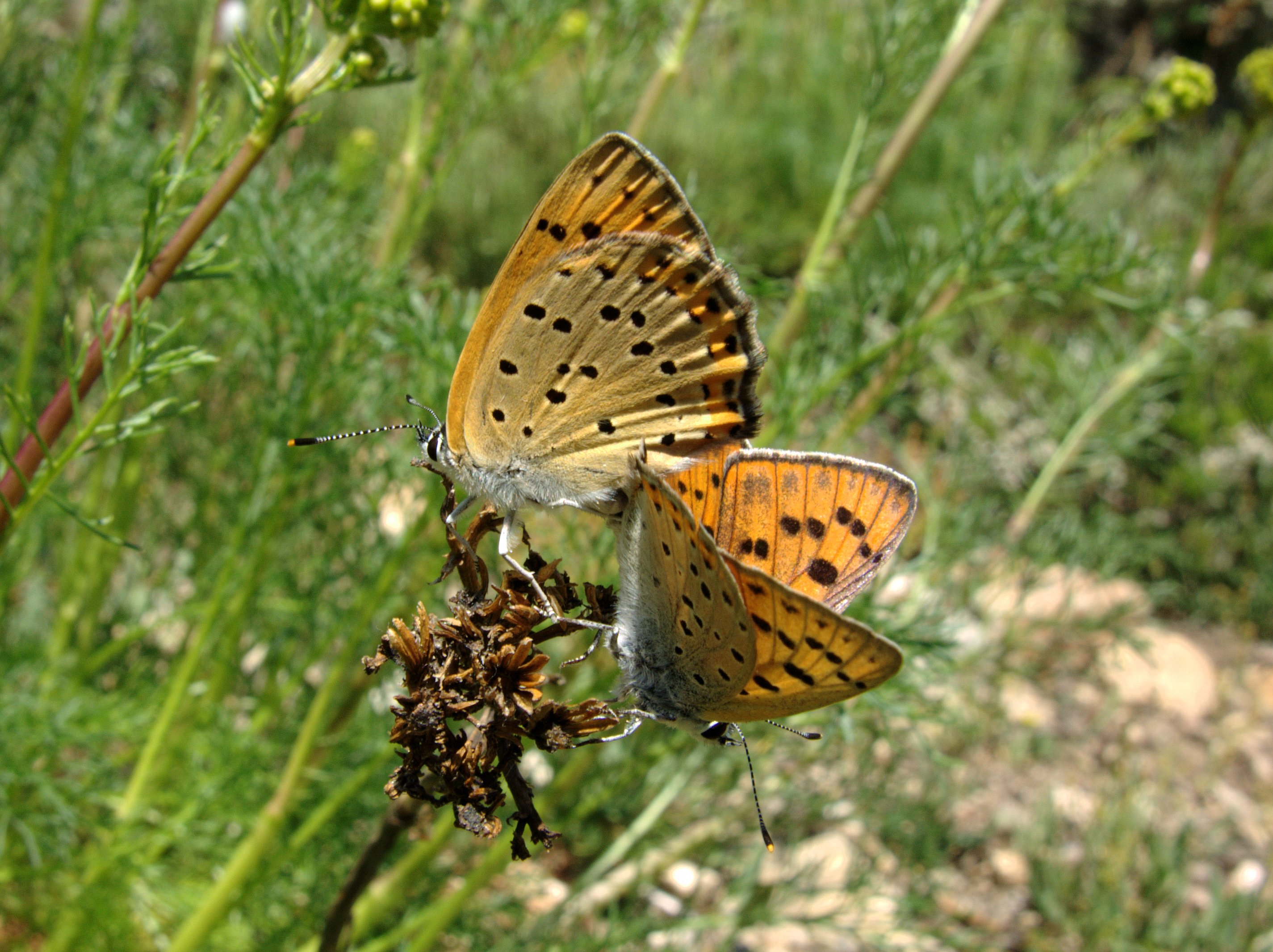
Aparellament